# (2976) Lautaro
(2976) Lautaro – planetoida z zewnętrznej części pasa głównego asteroid okrążająca Słońce w ciągu 6 lat i 41 dni w średniej odległości 3,34 j.a. Została odkryta 22 kwietnia 1974 roku w Cerro El Roble przez Carlosa Torresa. Nazwa planetoidy pochodzi od indiańskiego wodza Levtraru (1534–1557), z modyfikowaną pisownią na Lautaro (Szybki Jastrząb). Został on wybrany na wodza wszystkich plemion by bronić swej ziemi przed hiszpańskimi żołnierzami. Przed jej nadaniem planetoida nosiła oznaczenie tymczasowe (2976) 1974 HR.